# D3 Publisher
D3 Publisher Inc. (株式会社ディースリー・パブリッシャー Kabushiki-gaisha D3 Paburisshā?) (även känd som D3 Go! i Europa) är en japansk datorspelförläggare grundad den 5 februari 1992. Deras spel har släppts för Game Boy Advance, Nintendo DS, Nintendo 3DS, PlayStation Portable, PlayStation Vita, PlayStation 2, PlayStation 3, GameCube, Wii, Xbox 360 och Wii U.

### Fotnoter
1. ↑  hämtat från: italienskspråkiga Wikipedia.[källa från Wikidata]